# Capernaum – Stadt der Hoffnung

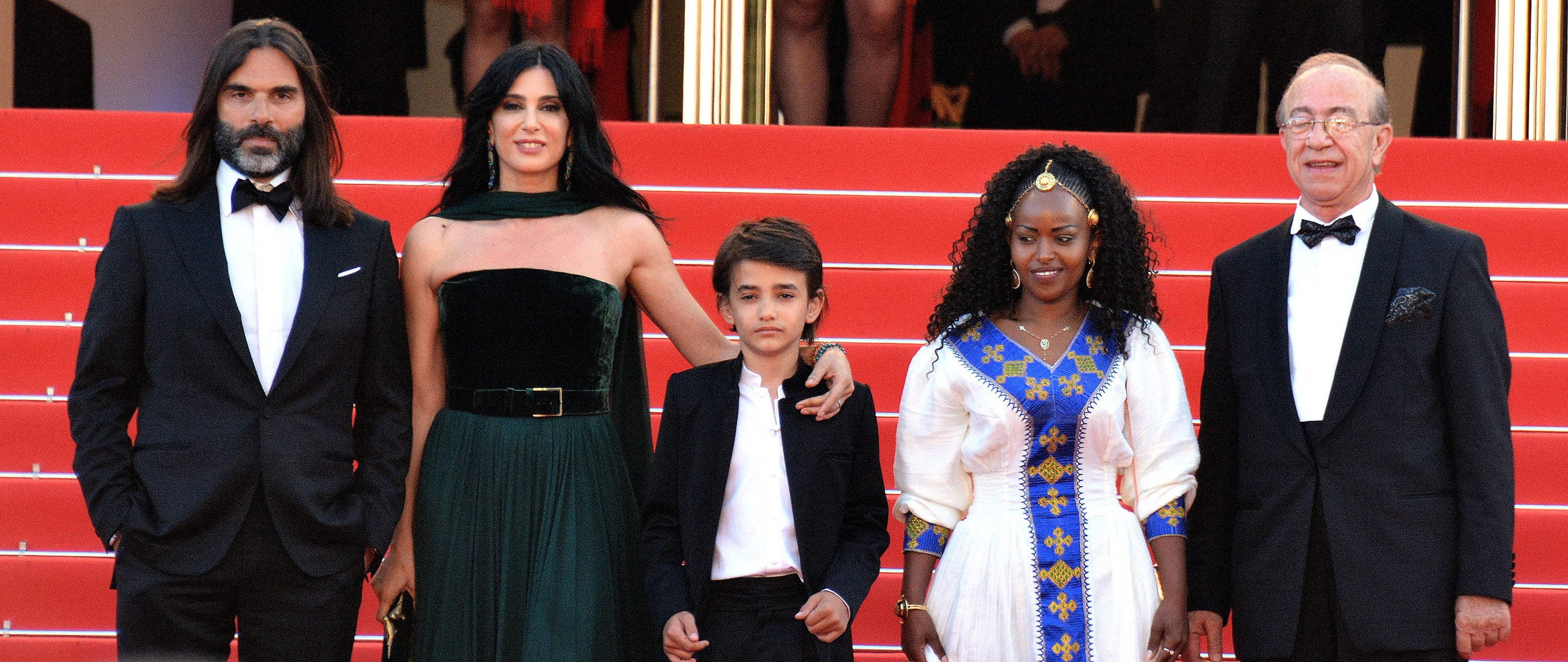
Darsteller und Regisseurin bei der Premiere des Films in Cannes

Capernaum – Stadt der Hoffnung (Originaltitel Capharnaüm oder arabisch كفرناحوم, DMG Kafarnāḥūm) ist ein libanesischer Film aus dem Jahr 2018. Das Sozialdrama von Regisseurin Nadine Labaki hatte seine Premiere am 17. Mai 2018 beim Filmfestival von Cannes, wo es mit 15-minütigen Standing Ovations und dem Preis der Jury honoriert wurde. Es folgten zahlreiche weitere Auszeichnungen und die Nominierung als bester fremdsprachiger Film bei den Oscars 2019. Der deutsche Kinostart war am 17. Januar 2019.

## Handlung
Gerade einmal 12 Jahre alt, steht Zain schon zum zweiten Mal vor Gericht. Beim ersten Mal war er der Angeklagte, nachdem er einen Mann (einen „Hurensohn“, so Zain) mit einem Messerstich schwer verletzt hatte. Nun ist er selbst der Ankläger – seiner eigenen Eltern. Auf die Frage nach dem Warum antwortet er: „Sie haben mich auf die Welt gebracht.“
In chronologisch geordneten Rückblenden erzählt der Film seine Vorgeschichte. Zains elfköpfige Familie haust unter widrigsten Bedingungen auf engstem Raum in einem Armenviertel von Beirut. Der Vater verwehrt den Kindern die Schule; stattdessen müssen sie als Straßenverkäufer mit zum Unterhalt beitragen. Als einziger Junge und Ältester zugleich hat Zain die größte Verantwortung; dazu gehören auch Arbeiten für den Besitzer ihrer Wohnung, Assad, der ihnen dafür die Miete erlässt. Dass dieser zudem ein Auge auf seine Lieblingsschwester, die 11-jährige Sahar, geworfen hat, ist Zain nicht entgangen. Als sie ihre erste Regel hat, klärt er sie auf und warnt sie. Dennoch geschieht, was er befürchtet. Er rebelliert offen gegen ihre Verheiratung und bereitet heimlich die Flucht mit ihr vor. Als beides scheitert, läuft er von zuhause weg.
In den Slums findet er Zuflucht bei der aus Äthiopien stammenden Rahil, die illegal als Putzfrau in einem Vergnügungspark arbeitet. Sie hat einen gut einjährigen Sohn, Yonas, den sie tagsüber heimlich mit zur Arbeit schmuggelt, um ihn zu versorgen. Nun gibt sie ihn Zain in Obhut. Eines Tages jedoch kehrt sie nicht zurück; mangels gültiger Dokumente ist sie verhaftet worden, ohne Zain benachrichtigen zu können. Fortan muss er allein für sich und Yonas sorgen. Die erworbene Sozialkompetenz und Erfahrung helfen ihm dabei. Er baut sogar vor und legt durch Drogengeschäfte erworbenes Geld beiseite, um Yonas und sich illegal nach Schweden ausschleusen zu lassen. Nachdem der Besitzer von Rahils Slumhütte, in der Zain und Yonas seit ihrem Verschwinden weiterhin leben, all ihre Sachen rausgeworfen und die Hütte verriegelt hat, kommt Zain nicht mehr an das Geld heran. Entmutigt lässt er sich auf einen Deal mit dem Fluchthelfer ein, der Yonas in eine gute Familie zu geben verspricht und dafür Zain 400 Dollar vermacht, für die er sich wiederum nach Schweden schleusen lassen kann. Zunächst verlangt er jedoch Zains Geburtsurkunde. Heimlich schleicht sich Zain zuhause ein, wird aber beim Suchen ertappt und gleich darauf, wie auch früher schon, von seinen Eltern beschimpft. Als er noch dazu mit der Nachricht von Sahars Tod konfrontiert wird, nimmt er sich ein Messer und verübt Selbstjustiz an dem aus seiner Sicht Schuldigen, Assad.
Die Rahmenhandlung wird nun zu Ende erzählt. In der Tat ist Sahar an den Folgen ihrer frühen Schwangerschaft gestorben. Der im Rollstuhl vor Gericht erscheinende Assad zeigt keinerlei Schuldbewusstsein. Zain, zu fünf Jahren Haft verurteilt, erfährt bei einem Besuch seiner Mutter, sie sei selbst wieder schwanger. Sie hofft, ihn mit diesem „Gottesgeschenk“, das den erlittenen Verlust ausgleichen soll, zu besänftigen, empört ihn aber umso mehr. Vor Gericht verschärft Zain daher seine erste Klage und fordert, seinen Eltern die Geburt weiterer Kinder, um die sie sich nicht kümmern, zu verbieten. Das Urteil des Richters lässt der Film offen.

## Entstehung
Regisseurin Nadine Labaki und ihr Team arbeiteten insgesamt mehr als sechs Jahre an dem Film. Allein vier entfielen auf Recherchen unter Kindern aus den Armenvierteln und Slums von Beirut, viele von ihnen Straßenkinder und manche auch aus syrischen Flüchtlingsfamilien stammend. Labaki erfuhr aus ihrem Mund von extremen Fällen der Vernachlässigung und des Missbrauchs. Die letzte Frage, die sie an die Kinder richtete, war stets: „Bist du glücklich, hier zu sein; bist du glücklich, am Leben zu sein?“ Fast ausnahmslos antworteten sie mit Nein.
Das Gros der Schauspieler, die in dem Film mitwirken, sind Laien. Manche spielen sogar mehr oder weniger sich selbst – allen voran der Hauptdarsteller Zain. Als Achtjähriger war er mit seinen Eltern und drei Geschwistern aus Syrien in den Libanon gekommen; statt eine Schule zu besuchen, trug er durch Botenjobs zum Familienunterhalt bei. Die „ruppige Körpersprache“, ein Wesensmerkmal seines Charakters, brachte er mit. „Zain ist Zain“ – und heißt darum im Film genauso wie im wirklichen Leben – „was man sieht, ist, was er ist. Das ist kein Schauspiel!“ Labaki ließ ihn daher vieles improvisieren. Ohnehin war das Zusammenspiel zwischen ihm, einem Zwölfjährigen, und dem ihm anvertrauten Kleinkind etwas, was nicht „inszeniert“, sondern nur entwickelt werden konnte.
Das trug mit dazu bei, dass die Dreharbeiten sechs Monate in Anspruch nahmen. Auch entschied man, bei Außenaufnahmen keine Straßen zu sperren – in einem Teil Beiruts, der selbst für den libanesischen Kameramann Christopher Aoun „wie eine ganz neue Welt“ war, eine Art „versteckte Stadt, eine Unterwelt“. Dort, wo die Filmcrew neu auftauchte, wurde das mitunter gefährlich; wo sie schon bekannt waren, kam es mit der Zeit dazu, dass Anwohner mitspielten. Verzögerungen entstanden auch dadurch, dass das, was der Film zeigte, so oder ähnlich im wirklichen Leben der Beteiligten geschah. So wurde die Darstellerin der Rahil, die die aus Äthiopien stammende Mutter spielt, eines Tages wegen mangelhafter Papiere verhaftet. Gleiches widerfuhr der Familie, aus der das Kind stammte, das Rahils Sohn darstellte. Dass es gelang, sie freizukämpfen, gab der Crew wiederum neue Kraft bei der Weiterarbeit.
Für den Schnitt ließ man sich noch einmal fast zwei Jahre Zeit. 520 Stunden filmisches Rohmaterial stand zur Verfügung. Da Labaki die entstehenden Takes möglichst unmittelbar auf sich wirken lassen wollte, zog sie ihren deutschen Editor Konstantin Bock beim Dreh mit hinzu und ließ ihn „quasi live“ schneiden. Daraus entstand eine erste 12-Stunden-Fassung. Diese blendeten sie dann, als der Film abgedreht war, ganz aus, fingen in einem herkömmlichen Produktionsbüro noch einmal bei Null an und schnitten eine ebenfalls 12 Stunden lange Zweitversion. Beide flossen schließlich in die Endfassung ein.
Die Rolle, die Labaki in der Endfassung am stärksten beschnitt, war ihre eigene. An sich hatte sie für sich selbst, wie in ihren ersten zwei Spielfilmen (Caramel und Wer weiß, wohin?), wieder eine Hauptrolle vorgesehen, diesmal als Anwältin von Zain, der seine Eltern verklagt. Dass zum Schluss nur wenige Sätze übrigblieben, war ihren Erfahrungen bei der Recherche geschuldet. Dort war es ihr mehrfach passiert, dass sie sich über Mütter empörte, die frierende und hungernde Kleinkinder tagelang alleinließen – und musste sich dann, wenn sie sich mit den Frauen persönlich auseinandersetzte, eingestehen, dass ihre Verurteilung Anmaßung gewesen war, weil sie selbst deren Zwangslagen nie erlebt hatte. Daher empfand sie schließlich ihren Part als „die einzige Lüge“ des Films und zog die entsprechenden Konsequenzen.

## Film und Wirklichkeit
Auf die Frage, ob der Libanon nicht doch ein besseres Land sei, als es ihr Film zeige, antwortete Labaki: „Ich fürchte, die Realität dort ist härter und noch weniger auszuhalten, als sie in Capernaum beschrieben wird.“ Zwar räumt sie ein, dass die Aufnahme von zwei Millionen syrischen Flüchtlingen angesichts der ökonomischen und politischen Probleme des Landes ein Zeichen der Humanität sei, und dass es Idealisten gebe, die die Flüchtlinge willkommen heißen. Andererseits hätten sich aber auch viele Missstände herausgebildet und ein „echtes Chaos“ erzeugt (woraus sich ihr Filmtitel erkläre, der so viel heißt wie „Unordnung, Wirrnis“). Der Missstand, der Labaki ganz besonders umtreibt, ist die systematische Korruption im Land, die aus ihrer Sicht zu Verhältnissen geführt hat, die sie als „moderne Sklaverei“ bezeichnet.
Beide Familien, die im Mittelpunkt des Films stehen – die Kleinstfamilie der Äthiopierin Rahil und die libanesische Großfamilie Zains –, zeigt sie als Opfer dieser Verhältnisse. Arbeitsmigranten ist es im Libanon nicht erlaubt, Kinder zu haben; werden sie entdeckt, droht die Rückführung entweder der ganzen Familie oder „nur“ der Kinder. Die, die es dennoch versuchen, als Familie zu leben und Fuß zu fassen, tun dies illegal, werden dadurch angreifbar und geraten leicht in Abhängigkeit. So auch Rahil: Sie wird schwanger und löst deshalb ihr Arbeitsverhältnis; sozialer Abstieg und soziale Isolation folgen, weil sie auch ihr Kind verstecken muss; als sie neue Papiere braucht, muss sie sie fälschen lassen, ist dadurch der Willkür eines Hehlers ausgesetzt und noch dazu der Versuchung, die er mit dem Angebot schafft, statt des überhöhten Preises ihr Kind als Tauschobjekt zu nehmen.
Nicht anders das Netz von Abhängigkeiten und Ausbeutung, in das Zains Familie gegenüber ihrem „Vermieter“ gerät: Wohnraum (in schäbigster Form) gegen Kinderarbeit plus Ehe(kind)frau plus jederzeit mögliche weitere Willkürforderungen. Der Gedanke an einen Schulbesuch für die Kinder, der ihnen zumindest die Chance böte für Integration und Emanzipation, ist allein schon deshalb praktisch „verboten“, weil man damit öffentlich machen würde, was eigentlich geheim gehalten werden muss. Dies ist auch der Grund, warum Zain seine Geburtsurkunde gar nicht finden kann. Ein weiterer Grund ist, dass seine Eltern sie ohnehin nicht finanzieren könnten (laut Labaki müssten sie derzeit 100 Dollar aufbringen) – ein Missstand, der auch für Libanesen dazu führen kann, dass sie dem Teufelskreis – Armut erzeugt Isolation, die wiederum neue Armut schafft – nicht entkommen.
Wie das System der Korruption funktioniert, legt im Film zynischerweise ausgerechnet einer seiner Profiteure offen, der Händler Aspro, der alles über seinen Warenwert taxiert, Dinge wie Menschen, und der Rahil, mit Blick auf ihren Sohn, erklärt, ein Mensch ohne Identitätsnachweis gelte weniger als eine „Ketchupflasche“, die „immerhin registriert“ sei. Aspro ist es später auch, der seine Forderung an Zain, er solle für sich ein solches Dokument beschaffen, in den Satz kleidet: „Bring mir einen Beweis, dass du ein Mensch bist.“ Die Doppeldeutigkeit seiner Aussage wird ihm kaum bewusst geworden sein, im Unterschied zum Zuschauer, der längst weiß, dass der Junge die Forderung im übertragenen Sinne schon mehrfach erfüllt hat.
Ein anderer „Teufelskreis“, den Labaki durch zahlreiche Studien belegt sieht, ist der, dass 75 % der Kinder, die früh „Vernachlässigung, Missbrauch, fehlende Zuneigung und körperliche Gewalt“ erfahren, ihre eigenen Kinder später genauso behandeln. Mit Zain hat sie also einen Protagonisten gewählt, der einer klaren Minderheit angehört – im Film wie im realen Leben. Letzteres hat sich für ihn und seine Familie inzwischen radikal zum Besseren gewandelt; mit Hilfe des UN-Flüchtlingshilfswerks konnten sie nach Norwegen auswandern, wo Zain erstmals eine Schule besucht.
Labaki gibt sich damit längst nicht zufrieden, wie Interviews mit ihr beweisen. Auch will sie ihren Film nicht als Schuldzuweisung an die Eltern missverstanden wissen. „Das Gericht, vor das ich die Eltern im Film stelle, das sind wir alle“, sagt sie. „Mein Film wendet sich an das ganze System, das diese Kinder im Stich lässt.“ Ihr gehe es um Grundsätzliches, sie wirbt für Präventionsprogramme und fordert unverhandelbare Rechte auch für Kinder. „Unser erklärtes Ziel ist es, Gesetze zu ändern.“ Dafür will sie ihren Film gezielt nutzen, zum Beispiel mit Sondervorführungen für Richter sowie Mitarbeiter des Justiz- und Sozialministeriums im Libanon.

## Rezeption
In Labakis Heimat, so Editor Bock, seien die Reaktionen auf Capernaum „gemischt“. Teils zeige man sich überrascht, mit einer bis dahin unbekannten Welt im eigenen Land konfrontiert zu werden, teils auch offen ablehnend mit der Begründung, damit werde das Ansehen des Libanon beschädigt. Kameramann Aoun bestätigt dies, berichtet aber auch von der Filmerfahrung eines Landsmanns, der seine anfängliche Distanz überwand, als ihm bewusst wurde, welch universelle Kraft der erzählten Geschichte innewohne.
International erhielt der Film ein gutes Presseecho, was sich auch in den Auswertungen US-amerikanischer Aggregatoren widerspiegelt. So erfasst Rotten Tomatoes größtenteils positive Besprechungen und ordnet den Film dementsprechend als „Zertifiziert Frisch“ ein. Laut Metacritic fallen die Bewertungen im Mittel „Grundsätzlich Wohlwollend“ aus.

„Capernaum ist eine schelmische Reise durch die Straßen Beiruts, durchsetzt mit harschen Realitäten und berührender Zärtlichkeit. […] Labaki hat ein echtes Gefühl für die Dynamik zwischen Kindern und entlockt ihren Jungdarstellern so hervorragende Leistungen. […] So manches wiederholt sich und es kommt zu Längen, aber die Menschlichkeit der Regisseurin hält uns dabei. Indem er eine sehr zeitgenössische Identitätskrise – Wer bin ich ohne Papiere? – erforscht, erkennt Labakis Film die Aussichtslosigkeit von Zains Umständen an und findet trotzdem irgendwie kleine Hoffnungsschimmer.“

Lobend erwähnt wird in Rezensionen der weitgehende Verzicht auf Musik und die Tatsache, dass die Kamera sich „auf Augenhöhe“ mit den Kindern bewegt. Aoun weist ergänzend auf eine gezielte „Entwicklung“ hin: Man habe die Kinder am Anfang kleiner zeigen wollen als am Ende, weshalb im Schlussteil die Kamera meist noch tiefer positioniert sei als das Baby, „sodass man das Gefühl hat, dass diese zwei Wesen ganz allein, aber auch groß sind in ihrer Welt und in ihrer Wahrnehmung“.
Eine Frage, die fast in allen Kritiken auftaucht, ist die, ob es dem Film gelingt, überzeugend zu verbinden, was schwer miteinander vereinbar scheint: Dokumentation und Fiktion; einerseits die Absicht, harte Realität ungeschönt zu zeigen, und andererseits der Versuch, eine ans „Wunderbare“ grenzende Geschichte zu erzählen, in denen Sympathieträger agieren, denen zwar Unrecht widerfahren, aber „eigentlich“ nicht das Äußerste zustoßen darf. Leise Skepsis klingt an, wenn der Film als „Mischung aus hartem, dokumentarischem Realismus und, ja, Feel Good Movie“ beschrieben wird, oder wenn, fast wortgleich, zwei Rezensentinnen von einem „sehr, sehr schmalen Grat zwischen authentischem Drama und kalkuliertem ‚Armutsporno‘“ sprechen. Das Gesamturteil der Kritik ist aber ganz eindeutig positiv. Die Jurys diverser Filmfestivals weltweit, und mehr noch die Besucher, schätzen dies genauso ein; dafür spricht gerade die Vielzahl der gewonnenen Publikumspreise. Außerdem setzen die Nutzer der Filmdatenbank IMDb Capernaum auf Platz 88 ihrer Top 250 beliebtesten Filme.

## Auszeichnungen
Bei den Filmfestspielen von Cannes 2018 erhielt der Film den Preis der Jury und den Preis der Ökumenischen Jury. Ferner war er, unter anderem, für den Golden Globe, den BAFTA Award und den Oscar als bester fremdsprachiger Film nominiert, unterlag aber jeweils dem mexikanischen Drama Roma. Im Folgenden eine Auswahl von Auszeichnungen und Nominierungen:
| Alliance of Women Film Journalists 2019              | Nominierung als Bester fremdsprachiger Film (Nadine Labaki)                                                                                  |
| Alliance of Women Film Journalists 2019              | Nominierung für die Beste Regisseurin (Nadine Labaki)                                                                                        |
| Asia Pacific Screen Awards 2019                      | Auszeichnung für die Beste Regie (Nadine Labaki)                                                                                             |
| Asia Pacific Screen Awards 2019                      | Nominierung als Bester Hauptdarsteller (Zain Al Rafeea)                                                                                      |
| British Academy Film Awards 2019                     | Nominierung als Bester fremdsprachiger Film (Nadine Labaki und Khaled Mouzanar)                                                              |
| British Independent Film Awards 2018                 | Nominierung als Bester internationaler Independent-Film (Nadine Labaki, Jihad Hojeily, Michelle Keserwani, Khaled Mouzanar und Michel Merkt) |
| Calgary International Film Festival 2018             | Auszeichnung mit dem Publikumspreis (Nadine Labaki)                                                                                          |
| Calgary International Film Festival 2018             | Auszeichnung mit dem Fan Favourite Award (Nadine Labaki)                                                                                     |
| César 2019                                           | Nominierung als Bester fremdsprachiger Film (Nadine Labaki)                                                                                  |
| Chicago Film Critics Association 2018                | Nominierung als Bester fremdsprachiger Film (Nadine Labaki und Khaled Mouzanar)                                                              |
| Critics’ Choice Movie Awards 2019                    | Nominierung als Bester fremdsprachiger Film                                                                                                  |
| Den norske filmfestivalen 2018                       | Auszeichnung mit dem Publikumspreis (Nadine Labaki)                                                                                          |
| Festival Internacional de Cine de San Sebastián 2018 | 2. Platz beim Publikumspreis (Nadine Labaki)                                                                                                 |
| FICFA 2018                                           | Auszeichnung als Bester fremdsprachiger Film (Nadine Labaki)                                                                                 |
| FICFA 2018                                           | Auszeichnung mit dem Publikumspreis (Nadine Labaki)                                                                                          |
| Film Fest Gent 2018                                  | Auszeichnung mit dem Publikumspreis (Nadine Labaki)                                                                                          |
| Filmfestival in Antalya 2018                         | Auszeichnung als Bester Hauptdarsteller (Zain Al Rafeea)                                                                                     |
| Filmfestival in Antalya 2018                         | Auszeichnung mit dem Preis der Jungen Jury (Nadine Labaki)                                                                                   |
| Friedenspreis des Deutschen Films – Die Brücke 2019  | Auszeichnung mit dem Hauptpreis (international) (Nadine Labaki)                                                                              |
| Globes de Cristal Awards 2019                        | Nominierung als Bester fremdsprachiger Film (Nadine Labaki)                                                                                  |
| Golden Globe Awards 2019                             | Nominierung als Bester fremdsprachiger Film                                                                                                  |
| International Film Festival Rotterdam 2019           | Auszeichnung mit dem Publikumspreis (Nadine Labaki)                                                                                          |
| Internationale Filmfestspiele von Cannes 2018        | Auszeichnung mit dem Preis der Jury (Nadine Labaki)                                                                                          |
| Internationale Filmfestspiele von Cannes 2018        | Auszeichnung mit dem Preis der Ökumenischen Jury (Nadine Labaki)                                                                             |
| Internationales Filmfestival von Stockholm 2018      | Auszeichnung für das Beste Drehbuch (Nadine Labaki, Jihad Hojeily, Michelle Keserwani, Khaled Mouzanar und Georges Kabbaz)                   |
| Internationales Filmfestival von Stockholm 2018      | Auszeichnung mit dem Publikumspreis (Nadine Labaki)                                                                                          |
| Leeds International Film Festival 2018               | Auszeichnung mit dem Publikumspreis für den besten Spielfilm (Nadine Labaki)                                                                 |
| Melbourne International Film Festival 2018           | Auszeichnung mit dem Publikumspreis (Nadine Labaki)                                                                                          |
| Miami International Film Festival 2018               | Auszeichnung mit dem Publikumspreis (Nadine Labaki)                                                                                          |
| Mill Valley Film Festival 2018                       | Auszeichnung mit dem Publikumspreis (Nadine Labaki)                                                                                          |
| Oscar 2019                                           | Nominierung als Bester fremdsprachiger Film (Nadine Labaki)                                                                                  |
| San Diego Film Critics Society 2018                  | Runner-up in der Kategorie Bester fremdsprachiger Film                                                                                       |
| São Paulo International Film Festival 2018           | Auszeichnung mit dem Publikumspreis (Nadine Labaki)                                                                                          |
| Sarajevo Film Festival 2018                          | Auszeichnung mit dem Publikumspreis (Nadine Labaki)                                                                                          |
| St. Louis Film Critics Association 2018              | Nominierung als Bester fremdsprachiger Film                                                                                                  |
| St. Louis International Film Festival 2018           | Auszeichnung als Bester internationaler Film (Nadine Labaki)                                                                                 |
| Washington D.C. Area Film Critics Association 2018   | Nominierung als Bester fremdsprachiger Film                                                                                                  |